# 옥구군
| Daedongyeojido (Gyujanggak) 16-05.jpg |
| Daedongyeojido (Gyujanggak) 17-05.jpg |

옥구군의 기

옥구군(沃溝郡)은 대한민국 전북특별자치도 서북쪽에 있던 군이다. 1995년 1월 도농복합시로 군산시에 통합되면서 폐지되었다.

## 역사
- 백제시대 : 마서량현(馬西良縣)으로 불렸다.
- 남북국시대 : 옥구(沃溝)라 개칭, 임피군에 예속시켰다.
- 1397년(조선 태조 6년) : 진을 두었다.
- 1423년(세종 5년) : 첨절제사로 하여금 다스리도록 했다. 후에 다시 군으로 고치고 현감을 두었다.
- 조선시대 : 옥구현, 임피현
- 1895년 6월 23일(음력 윤5월 1일) : 전주부 임피군, 옥구군[2]
- 1896년 8월 4일 : 전라북도 임피군, 옥구군[3]
- 1899년 : 옥구군을 옥구부(沃溝府)로 승격하였다.[4] 군산 개항 후 한때 감리서(監理署)를 두었다.[5]
- 1903년 : 옥구부를 옥구군으로 격하하였다.[6]
- 1906년 10월 1일 : 옥구군을 옥구부로 승격하였다.[7]
- 1910년 10월 1일 : 옥구부를 군산부로 개칭하고,[8] 부청을 군산항에 두었다.[9]
- 1914년 4월 1일 : 군산부의 도심지만을 군산부(府)로 지정하고, 군산부 나머지 지역과 임피군 일원, 전라남도 지도군 고군산면, 충청남도 오천군 하남면이 옥구군으로 통폐합되었다.[10]

| 조선총독부령 제111호 |                                                |                 |
| 구 행정구역          | 구 행정구역                                    | 신 행정구역     |
| 전라북도 군산부      | 서면(西面), 정면(定面)                         | 구읍면 일원     |
| 전라북도 군산부      | 동면(東面), 박면(朴面)                         | 옥산면 일원     |
| 전라북도 군산부      | 풍면(風面), 장면(長面)                         | 회현면 일원     |
| 전라북도 군산부      | 북면(北面)                                     | 미면(米面) 일원 |
| 전라남도 지도군      | 고군산면(古群山面)                             | 미면(米面) 일원 |
| 충청남도 오천군      | 하남면(河南面) 일부                            | 미면(米面) 일원 |
| 전라북도 임피군      | 현내면(縣內面), 남일면(南一面)                 | 임피면 일원     |
| 전라북도 임피군      | 남이면(南二面), 남삼면(南三面), 남사면(南四面) | 대야면 일원     |
| 전라북도 임피군      | 서삼면(西三面), 서사면(西四面)                 | 개정면 일원     |
| 전라북도 임피군      | 북일면(北一面), 상북면(上北面)                 | 성산면 일원     |
| 전라북도 임피군      | 북삼면(北三面), 하북면(下北面)                 | 나포면 일원     |
| 전라북도 임피군      | 동일면(東一面), 동이면(東二面)                 | 서수면 일원     |
10면 - 미면, 구읍면, 옥산면, 회현면, 임피면, 대야면, 개정면, 성산면, 서수면, 나포면
| 통폐합 전 | 통폐합 후 (옥구군) | 통폐합 후 (옥구군) |
| 구 행정구역 | 신 행정구역        | 신 행정구역 |
| --- | ------------------ | --- |
| 군산부 정면(定面) 송촌/상제리/중제리/하제리/수라리 일부, 정리/우치산일리/우치산이리/수역일리/수역이리/마산리 일부, 우포이리/오곡일리/오곡이리/우포일리 일부/오곡삼리 일부/복록동 일부/다지리 일부/(장면)용연리 일부/(서면)신평리 일부, 둔산리/어은동/마산리 일부, 오곡사리/신장리/오곡삼리 일부/복라동 일부/다지리 일부, 성산일리/성산이리/남동/수라리 일부 | 구읍면             | 선연리, 선제리, 수산리, 어은리, 오곡리, 옥봉리                                                                                 |
| 군산부 서면(西面) 상평리/구성리/문외리/대사리 일부/이곡리 일부/신성리 일부/개정리 일부/(동면)교촌/남내리/남외리/저전이리/신덕리/동외리/동내리/백석이리/저전일리 일부/(박면)평유동 일부, 옥정이리/척동일리/척동이리/옥정일리 일부/옥정삼리 일부, 신흥리/신성리 일부/이곡리 일부/신평리 일부/개정리 일부/대사리 일부/(동면)저전일리 일부/백석이리 일부/(장면)용동리 일부/(박면)평유동 일부 | 구읍면             | 상평리, 옥정리, 이곡리 |
| 군산부 동면(東面) 당북리/백석일리/신성리 일부/백석이리 일부/계산리 일부, 신평리/백토권리/계산리 일부/지곡리 일부/(서면)옥정일리 일부 | 옥산면             | 당북리, 지곡리 |
| 군산부 박면(朴面) 박박일리/외류동/박박이리 일부/내류동 일부/(장면)죽동 일부/(동면)백석이리 일부, 광성리/남내일리/남내이리/지경리/봉황일리 일부, 내사일리/삼수동/회안동/개정리/내사이리 일부/(임피군 서사면)금동리 일부, 북내이리/북내삼리/산정리/평사리/봉황이리/접산리 일부/북내일리 일부/봉황일리 일부/석교리 일부/여로이리 일부/(동면)신성리 일부/(임피군 서삼면)와룡리 일부, 대궁동/내류동 일부/여로일리 일부/여로이리 일부/석교리 일부/(장면)세동일리 일부                                                                         | 옥산면             | 금성리, 남내리, 사정리, 쌍봉리, 옥산리                                                                                         |
| 군산부 풍면(風面) 우동/고사일리/고사이리/대위리/척동/학당삼리, 원우일리/원우이리/신흥리/표산리 일부/방채리 일부/증석리 일부/(장면)대지산이리 일부/대지산삼리 일부, 증석리 일부/방채리 일부/표산리 일부/신당이리 일부/풍촌이리 일부/학당이리 일부/(임피군 남사면)구복리 일부, 학당일리/조현리/풍촌일리/신당이리 일부/표산리 일부/방채리 일부/증석리 일부/(장면)대지산이리 일부/대지산삼리 일부 | 회현면             | 고사리, 원우리, 증석리, 학당리                                                                                                 |
| 군산부 장면(長面) 원당이리/금당리/광지산리/원당일리 일부/월평리 일부/대지산이리 일부/월하산리 일부/(풍면)학당이리 일부/저전리, 대지산일리/구정일리/대지산이리 일부/대지산삼리 일부/구정이리 일부/죽동 일부/(박면)박박이리 일부, 요동/장제일리/장제이리/세동이리/죽동 일부/세동일리 일부/(박면)여로이리 일부, 오봉리/월평리 일부/구정이리 일부/월하산리 일부/용연리 일부/원당일리 일부/(정면)우포일리 일부 | 회현면             | 금광리, 대정리, 세장리, 월연리                                                                                                 |
| 군산부 북면(北面) 거사리/개사이리/개사삼리/개사일리 일부/완성리 일부/신촌 일부, 경장리/신흥리/경포리/궁을리 일부/팔마현 일부/(임피군 서사면)조촌리 일부, 둔율일리/둔율이리/발유리/오룡리/축동 일부/둔율삼리 일부/팔마현 일부/장항리 일부, 용둔리/미제리/원당리/신촌 일부/(동면)지곡리 일부/(서면)옥정삼리 일부, 임사일리/임사이리/임사삼리/산북리/석화리/입이도/가내도, 관여산리/신촌 일부/완성리 일부/개사일리 일부, 사장리/신풍일리/신풍이리/석치산리/돌산리/정성리/나운리/백토권리/대전리/부흥리/장항리 일부/둔율삼리 일부/축동 일부 | 미면               | 개사리, 경장리, 둔율리, 미룡리, 산북리, 신관리, 신풍리                                                                         |
| 지도군 고군산면(古群山面) 관리, 내초도, 대장리, 두리도, 말도, 신리/모리, 비안도, 비응도, 진리/통리/신기리, 심리, 야미도, 오식도, 소장리 | 미면               | 관리도리, 내초도리, 대장도리, 두리도리, 말도리, 무녀도리, 비안도리, 비응도리, 선유도리, 신시도리, 야미도리, 오식도리, 장자도리 |
| 오천군 하남면(河南面) 개야도, 어청도, 연도리, 죽도리 | 미면               | 개야도리, 어청도리, 연도리, 죽도리                                                                                             |
| 임피군 현내면(縣內面) 서모리/미산리/서원리 일부/안흥리 일부/(남일면)석곡리 일부/보리 일부/보암리 일부, 동상리/서상리/성내리/안흥리 일부/서원리 일부, 축산리/유곡리/(동이면)복우리 일부/호산리 일부 | 임피면             | 미원리, 읍내리, 축산리 |
| 임피군 남일면(南一面) 석곡리 일부/보암리 일부/공창리 일부/상주리 일부/술산리 일부/(남이면)왕산리, 양지리/상주리 일부/계산리 일부/주산리 일부/하갈리 일부/(남이면)하죽산리 일부, 금도리/족동리 일부/창성리 일부/상갈리 일부/신정리 일부/만성리 일부/(동이면)용성리 일부/(익산군 서일면)만중리 일부/만후리 일부, 서봉리/상갈리 일부/하갈리 일부/(남이면)신평리 일부/(익산군 서일면)모산리 일부 | 임피면             | 보석리, 술산리, 영창리, 월하리                                                                                                 |
| 임피군 남이면(南二面) 하광리/상광리/입석리 일부/원두리 일부/중광리 일부/접산리 일부/하죽산리 일부/(남사면)신복리 일부/(익산군 남이면)옥포리 일부/광지리 일부, 삼길리/야중리/접산리 일부/하주리 일부/하죽산리 일부/원두리 일부/신평리 일부/(남일면)하전리 일부/상전리 일부/계산리 일부/주산리 일부/하갈리 일부/(익산군 서일면)모산리 일부/(익산군 남이면)신상리 일부, 고척리/하죽산리 일부/(남삼면)석화리 일부/(남사면)신복리 일부/(남일면)하전리 일부                                                                                   | 대야면             | 광교리, 접산리, 죽산리 |
| 임피군 남삼면(南三面) 내덕리/초산리/안정리/외덕리/덕봉리 일부/석둔리 일부/(상북면)구억리 일부, 서악리/오동리/남흥리/오산리 일부/석화리 일부/(서삼면)장산리 일부 | 대야면             | 보덕리, 산월리 |
| 임피군 남사면(南四面) 신창리/장좌리/상리/남우리/신복리 일부/차상리 일부/(남삼면)오산리 일부/석화리 일부/(남이면)입석리 일부/하죽산리 일부, 내상리/하리/(남삼면)만자리/차상리 일부/구복리 일부/오산리 일부/우덕리 일부/우산리 일부/(서삼면)동화리 일부 | 대야면             | 복교리, 지경리 |
| 임피군 서삼면(西三面) 하장리/발산리/대봉리 일부/장산리 일부/와룡리 일부, 아산리/와동리/(북일면)고봉리 일부, 석흥리/흥석리/옥흥리 일부/능동리 일부/(서사면)동정리 일부/(군산부 박면)접산리 일부, 운회리/송호리 일부/와룡리 일부/(서사면)동정리 일부/(북일면)구이리 일부, 장산리 일부/능동리 일부/동화리 일부/대봉리 일부/(남삼면)우덕리 일부/우산리 일부 | 개정면             | 발산리, 아산리, 옥석리, 운회리, 통사리                                                                                         |
| 임피군 서사면(西四面) 개정리/금동리 일부/달궁리 일부/동정리 일부/(서삼면)와룡리 일부/(군산부 박면)북내일리 일부/내사일리 일부, 구암리/마지리/외산리 일부/잠두리 일부/조촌리 일부, 아촌리/율복리/달궁리 일부/동정리 일부/잠두리 일부/(서삼면)송호리 일부/와룡리 일부/(북일면)둔덕리 일부/만동리 일부, 선동리/금성리/경성리/조촌리 일부/외산리 일부/(군산부 북면)궁을리 일부 | 개정면             | 개정리, 구암리, 아동리, 조촌리                                                                                                 |
| 임피군 북일면(北一面) 만동리 일부/구이리 일부/고봉리 일부/식천리 일부, 거척리/내정리/사옥리/내흥리/중흥리 일부, 마동리/도암리/식천리 일부, 상흥리/중흥리 일부/둔덕리 일부, 석포리/성동리/요동리 | 성산면             | 고봉리, 내흥리, 도암리, 둔덕리, 성덕리                                                                                         |
| 임피군 상북면(上北面) 옥곡리/우곡리/신기리 일부, 상동리/애점리/하작리 일부/구억리 일부/상작리 일부/(남삼면)덕봉리 일부, 남전리/동요리/금방리/기린리, 창동리/중오리/상작리 일부/하작리 일부 | 성산면             | 대명리, 산곡리, 여방리, 창오리                                                                                                 |
| 임피군 하북면(下北面) 진장리/입점리/부곡리/상주리 일부, 서포리 일부/(상북면)신기리 일부/(하북면)신성리, 외곡리/대동리/자양리/하주리/서포리 일부/상주리 일부/(북삼면)등동리 일부 | 나포면             | 부곡리, 서포리, 주곡리 |
| 임피군 북삼면(北三面) 수철리/세곡리/나포리/옥동리/신곡리 일부, 외곤리/강정리/등동리 일부/나기리 일부, 서지리/와촌리/군둔리/세유리/장동리/용산리/나기리 일부/신곡리 일부 | 나포면             | 나포리, 옥곤리, 장상리 |
| 임피군 동일면(東一面) 감동리/장자리 일부/화등리 일부/(함열군 남이면)마포리 일부/상검리 일부/하검리 일부, 장평리/고평리/장자리 일부/신기리 일부/(함열군 남이면)부평리 일부/(함열군 동이면)방교리 일부/(익산군 북일면)백길리 일부, 신촌리/구산리 일부/장자리 일부/화등리 일부/(함열군 남이면)신성리 일부 | 서수면             | 금암리, 신기리, 화등리 |
| 임피군 동이면(東二面) 소룡리 일부/관원리 일부/산간리 일부/내동리 일부/흥법리 일부, 장곶리/용귀리/산간리 일부/신장리 일부/복우리 일부/내동리 일부/관원리 일부/호산리 일부/소룡리 일부, 용전리/아이리/외일리/옥하리/용회리/호산리 일부/용성리 일부/(남일면)족동리 일부/창성리 일부, 무장리/흥법리 일부/내동리 일부/신장리 일부/복우리 일부 | 서수면             | 관원리, 마룡리, 서수리, 축동리                                                                                                 |
- 1931년 3월 1일 : 구읍면을 옥구면으로 개칭하였다.[11]
- 1940년 11월 1일 : 미면·개정면 일부를 군산부에 편입하였다.[12]

| 조선총독부령 제220호                       |             |
| 구 행정구역                                | 신 행정구역 |
| 미면 경장리 일부, 둔율리 일부, 신풍리 일부 | 군산부 일부 |
| 개정면 구암리, 조촌리                      | 군산부 일부 |
- 1962년 12월 1일 : 미면에 그 도서지역을 관할하는 미면출장소를 설치하였다.[13]
- 1973년 7월 1일 : 미면·옥산면 각 일부와 개정면 개정리, 성산면 내흥리가 군산시에 편입되었다.[14]

| 대통령령 제6542호                   |                    |
| 구 행정구역                         | 신 행정구역        |
| 미면 경장리, 둔율리, 미룡리, 신풍리 | 군산시 일부        |
| 옥산면 사정리, 지곡리               | 군산시 일부        |
| 개정면 개정리                       | 군산시 일부        |
| 성산면 내흥리                       | 군산시 일부        |
| 서수면 신기리                       | 익산시 황등면 일부 |
- 1980년 12월 1일 : 옥구면이 옥구읍으로, 미면이 미성읍으로 각각 승격하였다.[15] (2읍 8면)
- 1983년 2월 15일 : 미성읍 산북리, 내초리의 일부를 군산시에 편입하였다.
- 1985년 7월 1일 : 옥구읍에 서부출장소를 설치하였다.[16]
- 1986년 4월 1일 : 미성읍 미성출장소가 옥도면으로 승격하였다.[17] (2읍 9면)
- 1989년 1월 1일 : 미성읍 일원과 옥도면 일부를 군산시에 편입하였다.[18] (1읍 9면)

| 대통령령 제12557호        |             |
| 구 행정구역               | 신 행정구역 |
| 미성읍 일원               | 군산시 일부 |
| 옥도면 비응도리, 오식도리 | 군산시 일부 |
- 1989년 4월 1일 : 옥구읍 서부출장소가 옥서면으로 승격하였다.[19] (1읍 10면)
- 1990년 10월 30일 : 금강하구둑이 준공되었다.
- 1995년 1월 1일 : 군산시 일원과 옥구군 일원을 관할로 도농복합형태의 군산시가 설치되었다.[1]

## 행정 구역
1914년의 행정구역과 현재의 행정구역 비교
| 1914년          | 1914년 | 현재                   | 현재 |
| 읍·면           | 리 | 구·읍·면               | 동·리 |
| --------------- | --- | ---------------------- | --- |
| 미면 (米面)     | 개야도리, 관리도리, 말도리, 무녀도리, 비안도리, 선유도리, 신시도리, 야미도리, 어청도리, 연도리, 장자도리 | 군산시 옥도면 (沃島面) | 개야도리, 관리도리, 말도리, 무녀도리, 비안도리, 선유도리, 신시도리, 야미도리, 어청도리, 연도리, 장자도리 |
| 미면 (米面)     | 비응도리, 오식도리, 내초리, 산북리, 개사리, 미룡리, 신관리, 둔율리 일부, 둔율리 일부, 둔율리 일부, 둔율리 일부, 둔율리 일부, 신풍리 일부, 신풍리 일부, 신풍리 일부, 신풍리 일부, 신풍리 일부, 신풍리 일부, 신풍리 일부, 신풍리 일부, 경장리 일부, 경장리 일부, 경장리 일부, 경장리 일부, 경장리 일부, 경장리 일부 | 군산시                 | 비응도동, 오식도동, 내초동, 산북동, 개사동, 미룡동, 신관동, 장재동, 동흥남동, 서흥남동, 삼학동, 오룡동, 신풍동, 나운동, 소룡동, 미원동, 선양동, 송풍동, 문화동, 해망동, 금암동, 경암동, 중동, 경장동, 미장동, 수송동 |
| 개정면 (開井面) | 개정리, 구암리, 조촌리 | 군산시                 | 개정동, 구암동, 조촌동 |
| 개정면 (開井面) | 발산리, 아동리, 아산리, 옥석리, 운회리, 통사리 | 군산시 개정면          | 발산리, 아동리, 아산리, 옥석리, 운회리, 통사리 |
| 회현면 (澮縣面) | 고사리, 금광리, 대정리, 세장리, 원우리, 월연리, 증석리, 학당리 | 군산시 회현면          | 고사리, 금광리, 대정리, 세장리, 원우리, 월연리, 증석리, 학당리 |
| 나포면 (羅浦面) | 나포리, 부곡리, 서포리, 옥곤리, 장상리, 주곡리 | 군산시 나포면          | 나포리, 부곡리, 서포리, 옥곤리, 장상리, 주곡리 |
| 대야면 (大野面) | 광교리, 보덕리, 복교리, 산월리, 접산리, 죽산리, 지경리 | 군산시 대야면          | 광교리, 보덕리, 복교리, 산월리, 접산리, 죽산리, 지경리 |
| 서수면 (瑞穗面) | 관원리, 금암리, 마룡리, 서수리, 축동리, 화등리 | 군산시 서수면          | 관원리, 금암리, 마룡리, 서수리, 축동리, 화등리 |
| 서수면 (瑞穗面) | 신기리 | 익산시 황등면          | 신기리 |
| 성산면 (聖山面) | 고봉리, 대명리, 도암리, 둔덕리, 산곡리, 성덕리, 여방리, 창오리 | 군산시 성산면          | 고봉리, 대명리, 도암리, 둔덕리, 산곡리, 성덕리, 여방리, 창오리 |
| 성산면 (聖山面) | 내흥리 | 군산시                 | 내흥동 |
| 옥산면 (玉山面) | 사정리, 지곡리 | 군산시                 | 사정동, 지곡동 |
| 옥산면 (玉山面) | 금성리, 남내리, 당북리, 쌍봉리, 옥산리 | 군산시 옥산면          | 금성리, 남내리, 당북리, 쌍봉리, 옥산리 |
| 구읍면 (舊邑面) | 상평리, 선제리, 수산리, 어은리, 오곡리, 옥정리, 이곡리 | 군산시 옥구읍 (沃溝面) | 상평리, 선제리, 수산리, 어은리, 오곡리, 옥정리, 이곡리 |
| 구읍면 (舊邑面) | 선연리, 옥봉리 | 군산시 옥서면 (沃西面) | 선연리, 옥봉리 |
| 임피면 (臨陂面) | 미원리, 보석리, 술산리, 영창리, 월하리, 읍내리, 축산리 | 군산시 임피면          | 미원리, 보석리, 술산리, 영창리, 월하리, 읍내리, 축산리 |